# E20 (Ecuador)
De E20 of Transversal Norte (Oost-westweg van het noorden) is een primaire nationale weg in Ecuador. De weg loopt van Esmeraldas via Quito naar Puerto Francisco de Orellana en is 336 kilometer lang.
Het logo van de E20 is een aap. 